# Viva Piñata : Pagaille au Paradis
Viva Piñata : Pagaille au Paradis (Viva Piñata: Trouble in Paradise) est un jeu vidéo de simulation sorti sur la console Xbox 360 en 2008. Tout comme le premier épisode, il a été développé par l'entreprise Rare et édité par Microsoft. Le projet a été dirigé par Gregg Mayles et l'équipe de développement était celle à l'origine de la série de jeu Banjo-Kazooie. Le concept de base vient de Tim Stamper.

## Trame
Le professeur Pester menace Piñata Central. Pour contrer le professeur et ses sbires, le joueur reçois un petit bout de jardin qu'il doit améliorer. Des dizaines de graines différentes peuvent être plantés afin d'attirer les piñatas. Le but étant de les faire se sentir bien et de les envoyer à des fêtes. Afin d'aider le joueur dans cette quête aux piñatas, dix pnj sont disponibles. Au fur et à mesure de l'avancée du jeu, le jardin s’agrandit et de nouvelles piñatas sont débloquées.

## Système de jeu
Viva Piñata : Pagaille au Paradis contient de nombreuses nouveautés par rapport au jeu précédent :
- 30 nouvelles piñatas, des animations supplémentaires ainsi que des objets spéciaux qui servent à les divertir.
- Le jeu est compatible avec la caméra Live Vision.
- Des cartes sont proposées en magasin, elles permettent de faire apparaître dans le jardin du joueur les piñatas ou objets représentés sur la carte.
- Il est possible de décorer sa propre piñata et de générer une dite-carte qui permet d'être partagée.